# Far Eastern Air Transport
Far Eastern Air Transport was een Taiwanese luchtvaartmaatschappij met haar thuisbasis in Taipei.

## Geschiedenis
Far Eastern Air Transport is opgericht in 1957. Naast China Airlines bezit de American International Group een aandeel van 56,1%.
Na de economische crisis van 2008 ging het bedrijf een eerste keer failliet, maar het slaagde erin terug op te starten in 2011. Het bedrijf bleef het moeilijk hebben, en sloot op 13 december 2019 definitief de deuren.

## Bestemmingen
Far Eastern Air Transport voerde in juli 2007 lijnvluchten uit naar:
Binnenland:
- Hualien, Kaohsiung, Kinmen, Makung, Taipei, Tainan, Taitung.

Buitenland:
- Jeju, Koror, Bali Den Pasar.

## Vloot
De vloot van Far Eastern Air Transport bestond in oktober 2007 uit:
- 5 Boeing B-757-200
- 1 Boeing B-757-200PF
- 9 Douglas DC-9-80

Eind december 2019 was dit:
- 6 ATR 72-600
- 4 McDonnell Douglas MD-82
- 2 McDonnell Douglas MD-83